# Schellmann Art
Schellmann Art (vormals Edition Schellmann) ist die Geschäftsbezeichnung, unter der die Schellmann GmbH, München, zeitgenössische Kunst produziert und vermarktet. Das Unternehmen wurde 1969 von Jörg Schellmann gegründet.

## Geschichte
Während seines Jurastudiums in München eröffnete Jörg Schellmann seine erste Galerie, Kunstladen, in Schwabing. Mit der Absicht, Kunst zu produzieren, die aufgrund niedrigerer Preise als bei Originalen üblich, einem breiteren Publikum zugänglich ist, begann Schellmann Grafiken, Objekte und Installationsarbeiten von international bekannten Künstlern in limitierten Auflagen zu verlegen.
1975 schloss er sich mit Bernd Klüser zusammen; gemeinsam gründeten sie Galerie/Edition Schellmann & Klüser mit Sitz in der Maximilianstraße, München. Die erste bedeutende Zusammenarbeit erfolgte mit Joseph Beuys – Schellmann und Klüser sind Herausgeber einiger seiner renommiertesten Grafiken und Objekte. Auch initiierten Schellmann & Klüser die berühmte Installationsarbeit „zeige deine Wunde“ von Joseph Beuys und stellten diese erstmals 1976 im Kunstforum in der Fußgängerunterführung Maximilianstraße/Altstadtring aus. Zwei Jahre später erwarb das Lenbachhaus München mithilfe eines anonymen Spenders das damals höchstumstrittene Environment und sorgte damit für reichlich Schlagzeilen. „zeige deine Wunde“ wurde 1979 von der Presse als „teuerster Sperrmüll aller Zeiten“ bezeichnet.
Nachdem Schellmann und Klüser 1985 beschlossen die Themengebiete Galerie und Edition zu trennen, übernahm Jörg Schellmann die Editionsfirma. Mit neuem Namen, Edition Schellmann, und Sitz in München und New York, veröffentlichte Schellmann Grafiken und Objekte von Christo, Donald Judd, Jannis Kounellis, Andy Warhol und anderen.
1989 ehrte das New Yorker Museum of Modern Art die Editionstätigkeiten der Edition Schellmann in Deutschland und den U.S.A. mit der Ausstellung For 20 Years: Editions Schellmann. 1992 gab Schellmann im Verlag Schirmer/Mosel das Werkverzeichnis der Multiples von Joseph Beuys heraus und wurde 1997 damit beauftragt, die offiziellen Editionen der documenta X und 11 zu produzieren und zu vertreiben. 2003 und 2005 veröffentlichte die Edition Schellmann die Grafiken und Objekte der 50. und 51. Biennale di Venezia.

## Projekte
Eine Editionsserie, die von Edition Schellmann seit 1992 entwickelt und verlegt wird, ist das Projekt Wall Works: architekturbezogene Wandmalereien und -installationen, die von zeitgenössischen Künstlern entworfen und konzipiert sind, um dann den jeweiligen räumlichen Situationen angepasst und vor Ort ausgeführt werden zu können. Künstler für dieses Projekt sind unter anderem Dan Flavin, Liam Gillick, Damien Hirst, Terence Koh, Sol LeWitt, Sarah Morris, Nam June Paik, Cindy Sherman und Andy Warhol. Bisher besteht Wall Works aus 51 Arbeiten; das gesamte Archiv wurde 2013 von der Nationalgalerie Berlin erworben und wird dort bis Anfang 2015 ausgestellt.
Jörg Schellmann ist außerdem Herausgeber (und Mitherausgeber) der Grafik-Werkverzeichnisse von Christo, Donald Judd, Jannis Kounellis, Thomas Ruff und Andy Warhol.